# Exposición Universal de Aichi de 2005
La Expo 2005 Aichi fue la Exposición Especializada (Exposición Internacional Especializada) que se celebró entre el 25 de marzo y el 25 de septiembre de 2005 (una duración de 185 días) en la prefectura de Aichi, Japón. 
El nombre de la exposición en japonés fue –literalmente– "Exposición el amor - la Tierra" generalmente traducido como "Exposición del amor a la Tierra" (愛・地球博, Ai-chi kyū haku), siendo el nombre en japonés un juego de palabras (洒落, share) con 愛知万博 (Aichi Banpaku, Exposición Universal de Aichi). El lema de la exposición fue "La sabiduría de la naturaleza" (自然の叡智, jizen no eichi). El nombre oficial con el que quedó registrada la exposición ante la Oficina Internacional de Exposiciones fue The 2005 World Exposition, Aichi, Japan (La Exposición Universal 2005, Aichi, Japón).
Además de Japón, país anfitrión, participaron de manera oficial 121 países y cuatro organizaciones internacionales, agrupados en 69 pabellones divididos en cuatro categorías.
Los organizadores esperaban un total de 15 millones de visitantes, pero las previsiones se superaron ampliamente al alcanzar los 22 millones de visitantes.

## Recinto de la Expo 2005 Aichi
El recinto de la exposición se situó en un área forestal de la ciudad de Nagakute, al este de Nagoya, con una extensión de 1,85 km². Un pequeño sector de 0,15 km² cerca de Seto formó también parte de la Expo. La ciudad de Toyota también acogió algunos eventos, pero sin un área de exhibición propia. 
El acceso al área de Nagakute se realizaba desde Nagoya por metro (línea Hagashima) a la última parada en Fujigaoka, seguido por un recorrido en el LINIMO, un tren de levitación magnética construido para la ocasión.
Las 12 áreas que integraron el recinto de la Expo 2005 Aichi fueron:
- Global common 1: Pabellones de Asia (sin incluir Sudeste Asiático).
- Global common 2: Pabellones de América.
- Global common 3: Pabellones de Europa.
- Global common 4: Pabellones de Europa.
- Global common 5: Pabellones de África.
- Global common 6: Pabellones de Oceanía y del Sudeste Asiático.
- Zona central: Global house, Plaza de la Expo, Estanque Koi, Bio-lung.
- Zona de Japón: Pabellón de Japón Nagakute, Pabellón Aichi Nagakute, Comunidad de Chubu para la Simbiosis del Milenio, Torre de la Tierra.
- Zona de pabellones corporativos: Circo Maravilloso, Pabellón Central JR, Pabellón JAMA de la Rueda de la Fortuna, Pabellón Mitsubishi en la Tierra, Pabellón del Grupo Toyota, Pabellón del Grupo Hitachi, Pabellón Mistui-Toshiba, Montaña de los Sueños, Pabellón del Gas.
- Zona de entretenimiento interactivo: Villa Global de las ONG, Centro de Exposiciones Morizo y Kiccoro, Isla del Tesoro Wanpaku, Villa del Crecimiento, Estación de robots, Plaza del Agua, Plaza del Viento, La Ruta del Bosque, Ai-land familiar, Ai-land Tokimeki, Salón Expo.
- Zona de contacto con el bosque: Escuela de la Naturaleza del Bosque, Casa de Satsuki y Mei, Jardín Japonés.
- Área de Seto: Pabellón Seto de Japón, Pabellón Seto de Aichi, Plaza kaisho, Zona de Satoyama.

## Países participantes
| Países participantes                | Países participantes                      | Países participantes | Países participantes |
| Asia                                | Asia                                      | Asia                 | Asia                 |
| ----------------------------------- | ----------------------------------------- | -------------------- | -------------------- |
| Arabia Saudita                      | Bangladés                                 | Bután                | Brunéi               |
| Camboya                             | China                                     | Corea del Sur        | Filipinas            |
| India                               | Indonesia                                 | Irán                 | Japón                |
| Jordania                            | Kazajistán                                | Kirguistán           | Laos                 |
| Malasia                             | Mongolia                                  | Nepal                | Pakistán             |
| Catar                               | Sri Lanka                                 | Singapur             | Tailandia            |
| Tayikistán                          | Uzbekistán                                | Vietnam              | Yemen                |
| África                              |                                           |                      |                      |
| Angola                              | Benín                                     | Burkina Faso         | Burundi              |
| Camerún                             | Chad                                      | República del Congo  | Costa de Marfil      |
| República Democrática del Congo     | Yibuti                                    | Egipto               | Eritrea              |
| Etiopía                             | Gabón                                     | Ghana                | Guinea               |
| Kenia                               | Libia                                     | Madagascar           | Mali                 |
| Marruecos                           | Mauritania                                | Nigeria              | Ruanda               |
| Santo Tomé y Príncipe               | Senegal                                   | Sudáfrica            | Sudán                |
| Tanzania                            | Túnez                                     | Uganda               | Zambia               |
| Zimbabue                            |                                           |                      |                      |
| Europa                              |                                           |                      |                      |
| Alemania                            | Armenia                                   | Austria              | Azerbaiyán           |
| Bélgica                             | Bosnia y Herzegovina                      | Bulgaria             | Croacia              |
| Dinamarca                           | España                                    | Finlandia            | Francia              |
| Georgia                             | Reino Unido                               | Grecia               | Irlanda              |
| Islandia                            | Italia                                    | Lituania             | Noruega              |
| Países Bajos                        | Polonia                                   | Portugal             | República Checa      |
| Rumania                             | Rusia                                     | Suecia               | Suiza                |
| Turquía                             | Ucrania                                   |                      |                      |
| Las Américas                        |                                           |                      |                      |
| Argentina                           | Belice                                    | Bolivia              | Canadá               |
| Costa Rica                          | Cuba                                      | Ecuador              | El Salvador          |
| Estados Unidos                      | Guatemala                                 | Honduras             | México               |
| Nicaragua                           | Panamá                                    | Perú                 | República Dominicana |
| Venezuela                           |                                           |                      |                      |
| Oceanía                             |                                           |                      |                      |
| Australia                           | Fiyi                                      | Kiribati             | Islas Marshall       |
| Micronesia                          | Nueva Zelanda                             | Palaos               | Papúa Nueva Guinea   |
| Samoa                               | Islas Salomón                             | Tonga                | Tuvalu               |
| Vanuatu                             |                                           |                      |                      |
| Regiones y ciudades                 |                                           |                      |                      |
| Aichi                               | Chūbu                                     | Nagoya               |                      |
| Organizaciones internacionales      |                                           |                      |                      |
| Organización de las Naciones Unidas | Cruz Roja y Media Luna Roja Internacional | ITTO                 | OCDE                 |

## Más imágenes

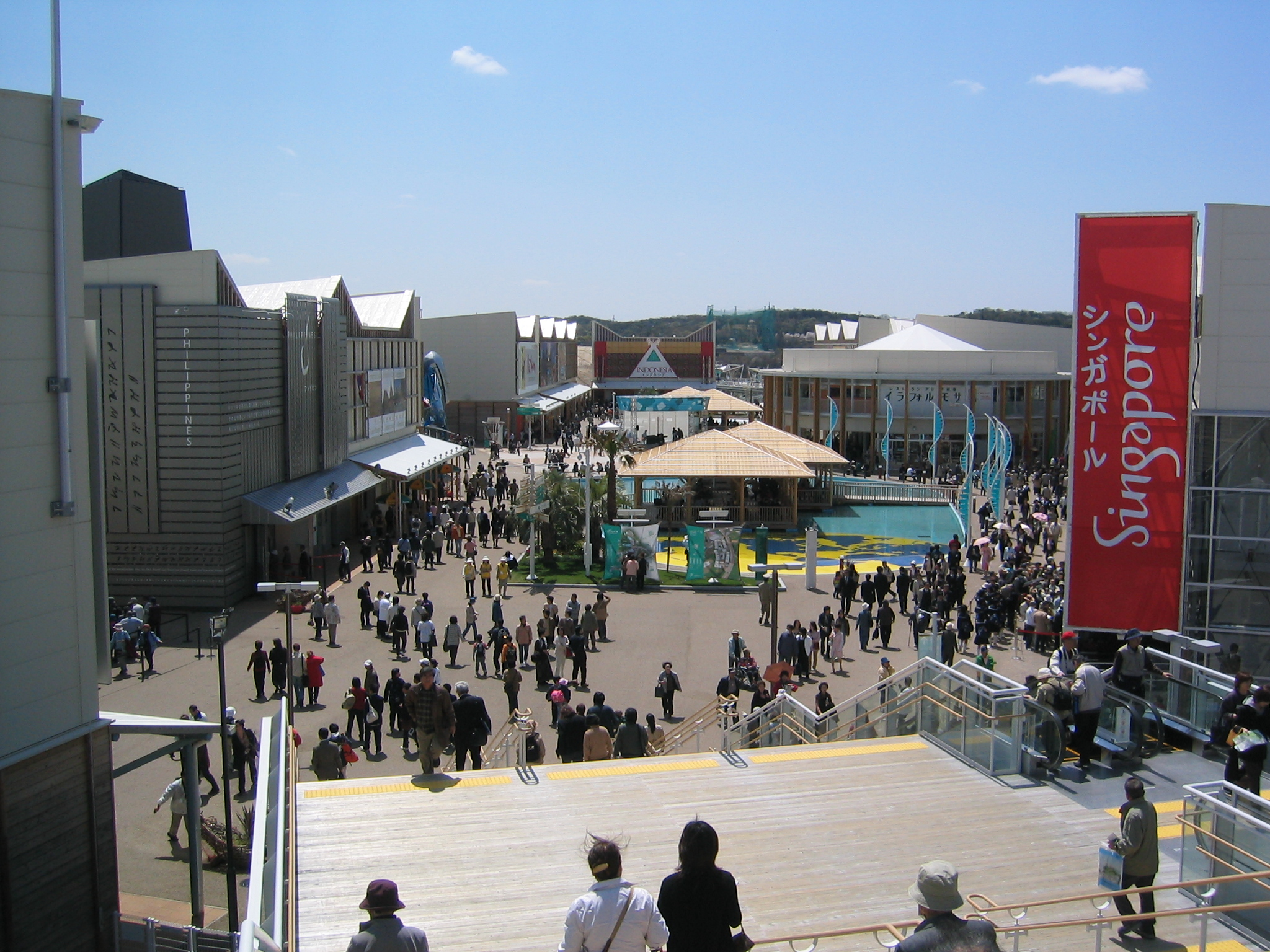
Comunidad Global Pabellón
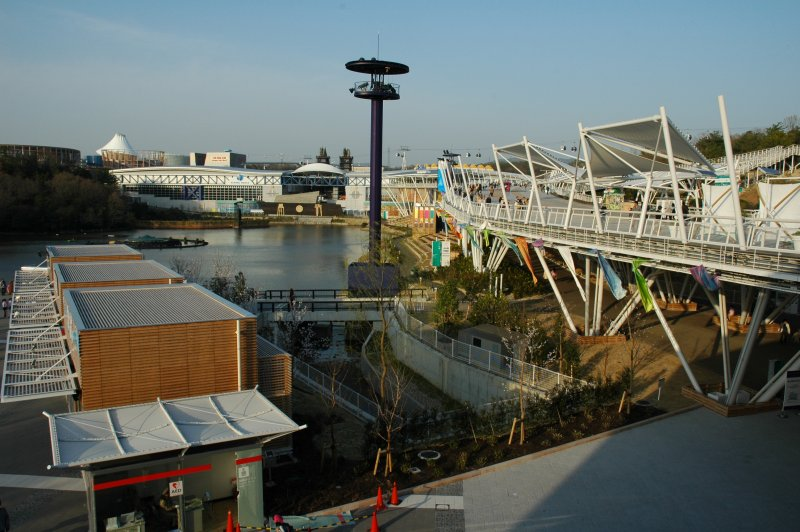
Parte del Global Loop (Paseo del Mundo)
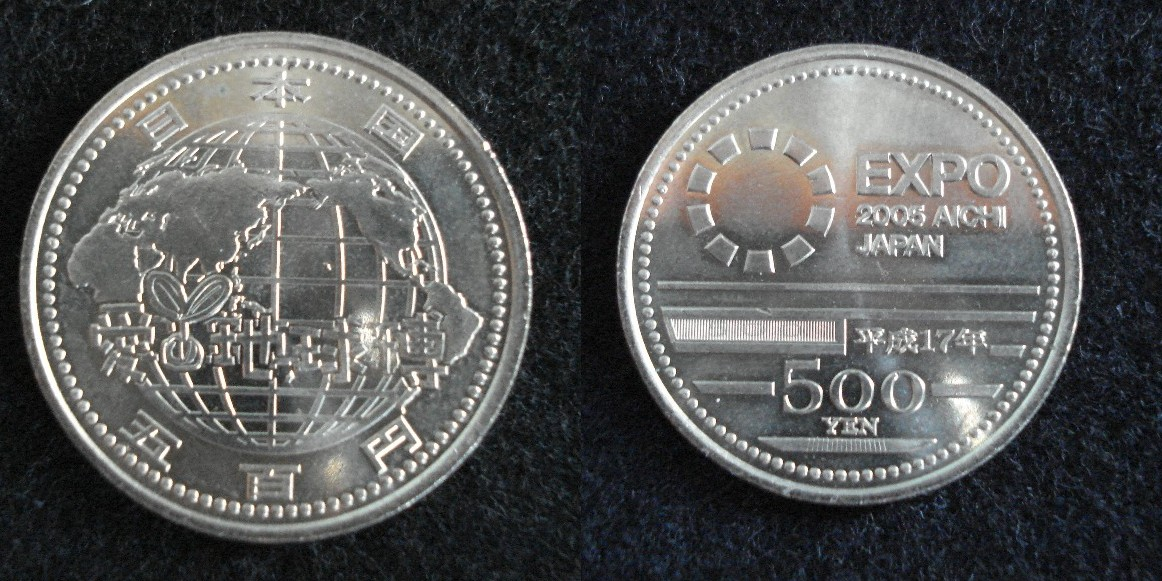
Moneda conmemorativa de 500 yenes.